# Edward Bunker
Edward Heward Bunker (Hollywood, 1933. december 31. – Burbank, 2005. július 19.) amerikai krimiíró, forgatókönyvíró, elítélt bűnöző és színész volt. Számos könyvet írt, amelyek közül néhányat filmre is vittek. Ő írta a forgatókönyveket – és játszott is benne – a Straight Time (1978) (a No Beast So Fierce című debütáló regényének adaptációja), a Runaway Train (Szökevényvonat, 1985) és az Animal Factory (2000) (az azonos című második regényének adaptációja) filmekhez. Kisebb szerepet játszott a Reservoir Dogs (1992) című filmben is.
Ötéves korában kezdett elszökni otthonról, és bűnelkövetési mintát alakított ki, tizennégy évesen ítélték el először, ami a bebörtönzés, a feltételes szabadlábra helyezés, a bűnismétlés és a további börtönbüntetés körforgásához vezetett. Bankrablásért, kábítószer-kereskedelemért, zsarolásért, fegyveres rablásért és hamisításért ítélték el. Bunker utoljára 1975-ben szabadult a börtönből, ezután írói és színészi karrierjére koncentrált. A Jon Voight által alakított, 1995-ös Heat című rablásfilmben szereplő Nate, a karrierbűnöző, aki lopott holmikat kerít, Bunker alapján készült, aki Michael Mann rendező tanácsadója volt.

## 1930-1940-es évek
Bunker 1933. december 31-én született egy problémás családban Los Angelesben. Édesanyja, Sarah (született Johnston) kóristalány volt Vancouverből, édesapja, Edward N. Bunker pedig színpadi segéd volt. Első tiszta emlékei az alkoholista szülei egymásra üvöltözéséről és a rendőrök megérkezéséről szóltak, hogy „megőrizzék a békét”, ez a ciklus váláshoz vezetett.
A szüleim elváltak, amikor négyéves voltam, és internátusba kerültem, amit nem szerettem. Egyik napról a másikra az egyedüli gyerekből – egyfajta elkényeztetett és kényeztetett gyerekből – egy „Legyek ura” helyzetbe kerültem, ahol rengeteg fiúval voltam. Ez nem tetszett, elszöktem és lázadtam, ez egy mintát adott, és ez a minta folytatódott.
A következetesen lázadó és dacos fiatal Bunkert kemény fegyelmezésnek vetették alá. Néhány hónapig katonai iskolába járt, ahol lopni kezdett, végül ismét megszökött, és egy csavargó-táborba került. Bár Bunkert végül elfogták a hatóságok, ez megalapozta azt a mintát, amelyet egész pályafutása során követett. 11 éves korában elkapta a rendőrség, és a fiatalkorúak börtönébe került, miután bántalmazta az apját. Egyes források szerint ez az eset, valamint olyan szélsőséges élmények, mint a Pacific Colony nevű állami kórházban (későbbi nevén Lanterman Developmental Center) átélt súlyos verés, egy életre szóló bizalmatlanságot keltett Bunkerben a hatóságokkal és intézményekkel szemben.
Bunker a kaliforniai ionei Preston Castle fiatalkorúak börtönében töltötte az idejét, ahol edzett fiatal bűnözőkkel ismerkedett meg. Bár fiatal és kicsi, intelligens volt (152-es IQ-val), utcaképes és rendkívül művelt. Szökések, törvénnyel és különböző intézményekkel – köztük egy elmegyógyintézettel – kapcsolatos problémák hosszú sorozata következett.
Tizennégy éves korában, első büntetőítélete után Bunkert feltételesen szabadlábra helyezték nagynénje gondozására bízva. Két évvel később azonban elkapták feltételes szabadlábra helyezésének megsértése miatt, és ezúttal felnőtt börtönbe került. A Los Angeles-i megyei börtönben azt állította, hogy megkéselte az elítélt gyilkost, Billy Cookot, bár a Nemzeti Levéltárból származó közvetett bizonyítékok azt mutatják, hogy Bunker és Cook nem tartózkodott ott azonos időben. Néhányan azt gondolták, hogy nem volt normális, de a Mr. Blue: Memoirs of a Renegade című könyvében azt állította, hogy ez csak egy trükk volt, hogy az emberek békén hagyják.

## Bűnöző életmód és korai írásai

### 1950-1960-as évek
1950-ben a McKinley Fiúotthonban Bunker találkozott az otthon egyik prominens jótevőjével, Louise Fazendával, a némafilmek sztárjával és Hal B. Wallis producer feleségével, aki támogatta és bátorította őt. Rajta keresztül találkozott Aldous Huxley-val, Tennessee Williamsszel és William Randolph Hearst sajtómágnással, akinek vendége volt San Simeonban. Fazenda küldött neki egy hordozható írógépet, egy szótárat, egy tezauruszt és egy előfizetést a The New York Times vasárnapi számára, amelynek falta a könyvismertetőjét. Előfizetett a Writer’s Digest-re is, és beiratkozott a Kaliforniai Egyetem elsőéves angol nyelvű levelező tanfolyamára, ahol vért adott el, hogy kifizesse a postaköltséget. A következő évben azonban a 17 éves Bunker abban a kétes megtiszteltetésben részesült, hogy ő volt a San Quentin állami börtön legfiatalabb rabja.
Amikor először voltam San Quentinben, körülbelül öt évig voltam ott, és egész idő alatt hetente öt könyvet olvastam. Minden szombat reggel elmentem a könyvtárba, és öt könyvet tudtam kikölcsönözni. Olvastam történelmet, szépirodalmat, pszichológiát, filozófiát... mindent.
A magánzárkában töltött ideje alatt Bunker a halálraítélt, Caryl Chessman cellájának közelében tartózkodott, aki a Cell 2455 Death Row című regényét írta. Chessman küldött Bunkernek egy számot az Argosy folyóiratból, amelyben megjelent könyvének első fejezete; 1955-ben Fred F. Sears filmet készített a regényből. Bunker – aki a hetedik osztályban kimaradt az iskolából – azt mondta, hogy Chessman más börtönírókkal, köztük Dosztojevszkijjal és Cervantesszel együtt arra ösztönözte őt, hogy maga is író legyen.
Bunkert 1956-ban feltételesen szabadlábra helyezték. Most 22 éves volt, de képtelen volt beilleszkedni a normális társadalomba. Volt elítéltként úgy érezte, hogy a „normális” emberek kiközösítik, de néhány évig sikerült távol maradnia a bajtól. Bár Fazenda megpróbált segíteni neki, miután idegösszeomlást diagnosztizáltak nála, a férje sok korábbi barátját – köztük Bunkert is – a Wallis-házban nem kívánatos személyeknek nyilvánította. Bunker egy ideig különböző munkákat vállalt, többek között használt autókereskedőként, de végül visszatért a bűnözéshez. Rablásokat szervezett (anélkül, hogy személyesen részt vett volna bennük), csekkeket hamisított, és más bűnözői tevékenységet folytatott.
Végül 90 napra visszakerült a börtönbe egy szabálysértés miatt. Egy alacsony biztonsági fokozatú állami munkafarmra küldték, de szinte azonnal megszökött. Több mint egy év elteltével egy sikertelen bankrablás és egy nagy sebességű autós üldözés után letartóztatták. Őrültnek tettette magát (öngyilkossági kísérletet színlelt, és azt állította, hogy a katolikus egyház egy rádiót ültetett a fejébe), ezért büntetőjogi értelemben beszámíthatatlannak nyilvánították.

### 1970-es évek
Bár Bunkert végül szabadon engedték, folytatta bűnös életét. Az 1970-es évek elején jövedelmező drogkereskedelmet folytatott San Franciscóban; ismét letartóztatták, amikor a rendőrség, amely nyomkövető készüléket szerelt az autójára, követte őt egy bankrabláshoz. (A rendőrök arra számítottak, hogy Bunker egy drogügylethez vezeti őket, és meglehetősen megdöbbentek a szerencséjükön). Bunker 20 év börtönbüntetésre számított, de befolyásos barátai és egy engedékeny bíró kérésének köszönhetően csak öt évet kapott.
Az 1970-es évek elején Sandra Good és Lynette Fromme bűntársa volt.

## Karrier

### No Beast So Fierceés korai siker
A börtönben Bunker folytatta az írást. Még a börtönben végül 1973-ban kiadta első regényét, a No Beast So Fierce-t, amelynek megfilmesítési jogait Dustin Hoffman vásárolta meg. James Ellroy regényíró szerint „Egyszerűen az elmúlt 30 év egyik legnagyobb krimije: talán a valaha írt legjobb regény a Los Angeles-i alvilágról.” Bunkert 1975-ben feltételesen szabadlábra helyezték, életéből 18 évet töltött különböző intézményekben. Bár még mindig csábította a bűnözés, most már az írásból és a színészetből élt. Úgy érezte, hogy bűnözői karrierjét a körülmények kényszerítették ki; most, hogy ezek a körülmények megváltoztak, felhagyhatott a bűnözői pályafutásával.

### Animal Factoryés filmes munka
1977-ben adta ki második regényét, az Animal Factory-t, amely kedvező kritikákat kapott. A következő évben jelent meg a Straight Time, a No Beast So Fierce filmadaptációja. Bár nem volt kereskedelmi siker, pozitív kritikákat kapott, és Bunker megkapta első forgatókönyvírói és színészi szerepét. Mint a legtöbb szerep, amit Bunker játszott, ez is csak egy kis szerep volt, és később számos filmben szerepelt, például a The Running Man, a Tango & Cash és a Reservoir Dogs című filmekben, valamint 2000-ben az Animal Factory filmváltozatában, amelynek a forgatókönyvét is ő írta. 1985-ben ő írta a Runaway Train forgatókönyvét, amelyben egy kisebb szerepet kapott, akárcsak Danny Trejo, Bunker segítségének köszönhetően; ők ketten még akkor ismerték egymást, amikor évekkel korábban együtt ültek börtönben. A film segített elindítani Trejo karrierjét.
Lágy, reszelős hangjával, számtalan verekedésben eltört orrával és egy 1953-as késszúrásból származó heggel, amely a homlokától az ajkáig futott, a kompakt és izmos volt fegyenc ideális volt a nagyvásznas gengszter szerepének tipizálására.
A Kutyaszorítóban Mr. Blue-t alakította, a rablás során megölt két bűnöző egyikét. A film rendezője, Quentin Tarantino a Straight Time-t tanulta, mikor Robert Redford Sundance Institute-jában járt. Bunker volt az ihletője Nate-nek, Jon Voight karakterének Michael Mann 1995-ös Heat című bűnügyi filmjében; tanácsadóként is dolgozott a filmen. A The Long Riders című filmben rövid ideig Bill Chadwellt alakította, a James-Younger banda azon két tagjának egyikét, akiket egy bankrablás során öltek meg a minnesotai Northfieldben.
Halála előtt Bunker olyan rövidfilmek készítésében segédkezett a kanadai rendezővel, Sudz Sutherlanddal, mint a "The Confessions of a Taxicab Man", a "The Spooky House on Lundy's Lane" és az "Angie's Bang". Írt és rendezett egy Molson Canadian Cold Shot reklámot is.

### Írásmód
Bunker keményen bosszantó és kíméletlen bűnügyi regényei általában a bűnözők társadalmában szerzett személyes tapasztalataiból, és különösen a büntetés-végrehajtási rendszerben eltöltött időből táplálkoznak. A Little Boy Blue különösen nagymértékben merít saját fiatalkori életéből. Egy interjúban így mesélt erről: „Mindig is olyan volt, mintha a káoszt úgy hordoznám magamban, mint mások a tífuszt. Az írással az a célom, hogy a létezésemet megvilágítva túllépjek rajta." Fikcióinak közös témája, hogy a férfiakat már nagyon fiatalon beszippantja a bűnözés körforgása, és egy olyan ördögi világban nőnek fel, ahol a hatóságok a legrosszabb esetben kegyetlenek, a legjobb esetben pedig alkalmatlanok és hatástalanok, és a rendszerben rekedtek vagy bántalmazók, vagy tehetetlen áldozatok lehetnek, függetlenül attól, hogy börtönben vagy azon kívül vannak. Dennis McLellan a West Magazine számára Bunker „Az embertelen állatkert” című írását idézve írta:
A központi börtönben a helyettesek néha ok nélkül taposták a rabokat. [Bunker] példákat hozott fel arra, hogy a szegények és a kisebbségek bántalmazására, valamint a brutalitás láthatatlan határának átlépésére is hajlandóak voltak: A hatalomhoz nem szokott és tekintélyelvűségre hajlamos fiatal férfiak – nagyon fiatalok – számára a határvonal elvész abban a mámorban, hogy teljes hatalmat gyakorolnak az emberek felett, akiket állatoknak tekintenek.
Bunker elmondta, hogy írásainak nagy része valós eseményeken és általa ismert embereken alapul.
Bűnözőkről írok. Tudja, Dosztojevszkij is erről írt – mármint, miután hét évig börtönben volt, erről írt. Ezt mondják neked... tudod, a kreatív írás első számú szabálya: „Írj arról, amit ismersz."
Bunker munkáiban gyakran jelen van az irigység és a megvetés azon normális emberek iránt, akik kívül élnek ezen a körön, és képmutató módon biztosítják, hogy a körbe szorultaknak ne legyen kiút. Legtöbb szereplője nem kételkedik a lopásban vagy mások brutális bántalmazásában, és általában a tisztességes munka helyett a bűnözői életet részesítik előnyben, nagyrészt azért, mert az egyetlen tisztességes karrierlehetőség a rosszul fizető és alacsony színvonalú kiskereskedelmi vagy fizikai munka.
[Bunker] hideg őszinteséggel fókuszál a város olyan részeire és embertípusokra, amelyekről sok dél-kaliforniai nem vesz tudomást. A fiatalkorúak börtönében, javítóintézetben és börtönben eltöltött számtalan verekedés által bőven megrajzolt arca illik a könyveiben leírt kemény helyekre.
Bunker önéletrajza, a Mr. Blue: Memoirs of a Renegade című könyve 1999-ben jelent meg.

## Magánélete és halála
1977-ben Bunker feleségül vett egy fiatal ingatlanügynököt, Jennifer Steele-t. 1993-ban született egy fia, Brendan. A házasság válással végződött.
Az 1990-es évek elején Bunker egy sikeres taxitársaságot nyitott az Ontario állambeli Kingstonban régi barátjával, Dave Whickhammel. Később eladta a cégben lévő részvényeit unokatestvérének, Matt „Smitty” Smith-nek. A cégnek ma már több mint 20 taxija van Kingston környékén.
Bunker közeli barátságban állt Joe „Pegleg” Morgan mexikói maffiavezérrel és John Irwin, a San Franciscó-i Állami Egyetem professzorával, valamint Danny Trejo színésszel, aki a fia keresztapja. Mindhárom férfival akkor találkozott először, amikor a Folsom állami börtönben töltötte büntetését.
A cukorbeteg Bunker 2005. július 19-én halt meg a kaliforniai Burbankben található Providence St. Joseph Medical Centerben, miután megműtötték, hogy javítsák a vérkeringését a lábában. 71 éves volt. Bunker halálhírét életre szóló barátja, Robert Dellinger forgatókönyvíró közölte. Ők ketten 1973-ban találkoztak a Terminal Island-i szövetségi börtönben, ahol Dellinger kreatív írást tanított.

## Filmek
- 1978 Straight Time as Mickey (also co-screenwriter, based on his novel No Beast So Fierce)
- 1980 The Long Riders as Bill Chadwell
- 1985 Runaway Train as Jonah (also co-screenwriter)
- 1986 Slow Burn as George
- 1987 Shy People as Chuck
- 1987 The Running Man as Lenny
- 1988 Miracle Mile as The Nightwatchman
- 1988 Fear as Lenny
- 1989 Relentless as Cardoza
- 1989 Best of the Best as Stan
- 1989 Tango & Cash as Captain Holmes
- 1992 Reservoir Dogs as "Mr. Blue"
- 1993 Best of the Best 2 as Spotlight Operator
- 1993 Distant Cousins as Mr. Benson
- 1993 Love, Cheat & Steal as Old Con
- 1994 Somebody to Love as Jimmy
- 1996 Caméléone as Sid Dembo
- 1998 Shadrach as Joe Thorton
- 2000 Animal Factory as Buzzard (also co-screenwriter, based on his novel)
- 2001 Family Secrets as Douglas Marley
- 2002 13 Moons as Hoodlum #1
- 2005 The Longest Yard as "Skitchy" Rivers
- 2005 Nice Guys (AKA: High Hopes) as Joe "Big Joe"
- 2010 Venus & Vegas Micky, The Calc (filmed in 2004; released posthumously) (final film role)

## Könyvek
- No Beast So Fierce (1973)
  - A vadállatban is van szánalom – Cartaphilus, Budapest, 2009 (Filmregények) · ISBN 9789632660912 · Fordította: Juhász Viktor
- The Animal Factory (1977)
- Little Boy Blue (1981)
- Dog Eat Dog (1995)
- Mr. Blue: Memoirs of a Renegade (1999)—issued in the U.S. as Education of a Felon (2000)
- Stark (2006)
- Death Row Breakout and Other Stories (2010)—published posthumously

## Fordítás
- Ez a szócikk részben vagy egészben  az   Edward Bunker című angol Wikipédia-szócikk fordításán alapul.  Az eredeti cikk szerkesztőit annak laptörténete sorolja fel. Ez a jelzés csupán a megfogalmazás eredetét és a szerzői jogokat jelzi, nem szolgál a cikkben szereplő információk forrásmegjelöléseként.